# Winning Combinations: Deep Purple and Rainbow
Winning Combinations: Deep Purple and Rainbow kompilacijski je album britanskih hard rock sastava Deep Purplea i Rainbowa (kojeg je osnovao Purpleov gitarista Ritchie Blackmore), a 2003. godine objavljuje ga diskografska kuća, 'Universal Special Products'.

## Popis pjesama

### Deep Purple
1. "Bad Attitude" (Ian Gillan, Ritchie Blackmore, Roger Glover, Jon Lord) - 4:44
2. "Hush (uživo)" (Joe South) - 3:30
3. "Perfect Strangers" (Gillan, Blackmore, Glover) - 5:28
4. "Highway Star (uživo)" (Gillan, Blackmore, Glover, Lord, Ian Paice) - 6:12
5. "Mean Streak" (Gillan, Blackmore, Glover) - 4:22

### Rainbow
1. "Rock Fever" (Joe Lynn Turner, Blackmore) - 3:51
2. "Since You Been Gone" (Russ Ballard) - 3:18
3. "I Surrender (uživo)" (Ballard) - 5:44
4. "Stone Cold" (Turner, Blackmore, Glover) - 5:17
5. "Street of Dreams" (Turner, Blackmore) - 4:25

## Vanjske poveznice
- Allmusic.com - Deep Purple - Winning Combinations: Deep Purple and Rainbow